# Список пресмыкающихся России

Россия (включая спорную территорию Крыма и территории, частично захваченные и аннексированные в 2022 году) на карте Евразии

Список пресмыкающихся России включает виды класса Пресмыкающихся, распространённые на территории России. В настоящее время на территории России отмечено около 80 видов.

## Список видов
Данный список объединяет таксоны видового и подвидового уровня, которые были зарегистрированы на территории России и приводились для неё исследователями в литературных публикациях. Список состоит из русских названий, биноменов (двухсловных названий, состоящих из сочетания имени рода и имени вида) и указанных с ними имени учёного, впервые описавшего данный таксон, и года, в котором это произошло. В четвёртом столбце таблицы для каждого вида приводятся информация о его распространении на территории России. Для некоторых видов приводятся замечания по систематике (подразумевается обитание на территории страны номинативных подвидов, если не указано иное). Отряды и семейства в списке приводятся в систематическом порядке.
Легенда:
 Виды находящиеся под охраной на территории России и включённые в Красную книгу России (2001 год)
 Виды, интродуцированные на территорию России, а также инвазионные виды

### Черепахи(Testudines)
| Отряд Черепахи (Testudines)                                     |                                    |                                         | |
| Семейство Пресноводные черепахи (Emydidae)                      |                                    |                                         | |
|                                                                 | Европейская болотная черепаха      | Emys orbicularis (Linnaeus, 1758)       | Обычна в южных областях европейской части страны до Смоленской, Брянской, Тульской областей, Марий Эл, Чувашии на севере, Башкирии на востоке. Встречается в различных пресных водоёмах: болотах, прудах, озёрах, плавнях, старицах, медленно текущих реках, каналах. Иногда встречается в черте населённых пунктов. Вид включён в Международный красный список МСОП со статусом , как вид, близкий к уязвимому положению. |
|                                                                 | Красноухая черепаха                | Trachemys scripta (Schoepff, 1792)      | Североамериканская черепаха, инвазионный вид на территории многих стран. На Южном берегу Крыма в последние годы участились встречи этого вида. |
| Семейство Азиатские пресноводные черепахи (Geoemydidae)         |                                    |                                         | |
|                                                                 | Каспийская черепаха                | Mauremys caspica (Gmelin, 1774)         | Встречается в реках Дагестана, прибрежных болотах Каспийского моря |
| Семейство Морские черепахи (Cheloniidae)                        |                                    |                                         | |
|                                                                 | Логгерхед, или головастая черепаха | Caretta caretta (Linnaues, 1758)        | В российских водах регистрировались единичные находки: в 1964 году в Кольском заливе Баренцева моря в 1940 году — в заливе Петра Великого Японского моря. Вид включён в Международный красный список МСОП со статусом , как вымирающий вид |
|                                                                 | Зелёная черепаха                   | Chelonia mydas (Linnaues, 1758)         | Известны единичные находки на Дальнем Востоке. В 2012 году в Новгородской бухте Японского моря был найден панцирь, в 2023 году на берегу бухты Тунгус в окрестностях Находки была найдена мёртвая молодая самка, и в том же году на острове Кунашир были обнаружены фрагменты скелета |
|                                                                 | Бисса                              | Eretmochelys imbricata (Linnaues, 1766) | Единственный раз была зарегистрирована в водах России 21 сентября 2023 года в проливе между островами Кунашир и Шикотан |
| Семейство Кожистые черепахи (Dermochelyidae)                    |                                    |                                         | |
|                                                                 | Кожистая черепаха                  | Dermochelys coriacea (Vandelli, 1761)   | В водах России c 1936 по 2000 годы зарегистрировано более 10 находок: залив Петра Великого и у берегов Сахалина в Японском море, у берегов южных Курильских островов в Охотском море и Тихом океане. Вид включён в Международный красный список МСОП со статусом |
| Семейство Трёхкоготные, или мягкотелые, черепахи (Trionychidae) |                                    |                                         | |
|                                                                 | Дальневосточная черепаха           | Pelodiscus maackii (Brandt, 1858)       | Встречается в бассейнах рек Амур и Уссури, озёрах Ханка и Гасси. Вид включён в Международный красный список МСОП со статусом , как уязвимый вид |
| Семейство Сухопутные черепахи (Testudinidae)                    |                                    |                                         | |
|                                                                 | Средиземноморская черепаха         | Testudo graeca Linnaues, 1758           | Встречается на Черноморском побережье Краснодарского края до Анапы на севере; Дагестан и побережье Каспийского моря. Вид включён в Международный красный список МСОП со статусом , как уязвимый вид |

### Ящерицы(Sauria)
| Отряд Ящерицы (Sauria)                         |                                 |                                                                                          | |
| Семейство Гекконы, или Цепкопалые (Gekkonidae) |                                 |                                                                                          | |
|                                                | Пискливый геккончик             | Alsophylax pipiens (Pallas, 1827)                                                        | Встречается на востоке Астраханской области. |
|                                                | Каспийский геккон               | Cyrtopodion caspius (Eichwald, 1831)                                                     | Распространён на побережье Каспийского моря, Калмыкия |
|                                                | Серый геккон                    | Mediodactylus russowii (Strauch, 1887) (syn. Cyrtopodion russowi, Tenuidactylus russowi) | У станицы Старогладковская в Чечне, внесён в Красную книгу Российской федерации (2001) как исчезнувший (категория 0) |
| Семейство Агамовые (Agamidae)                  |                                 |                                                                                          | |
|                                                | Кавказская агама                | Laudakia caucasia (Eichwald, 1831) (syn. Paralaudakia caucasia)                          | Встречается в Дагестане в окрестностях посёлков Кумтор-Кала, Ахты и Рутул. Обитает в горах, где придерживается скал, каменистых склонов с редкой ксерофитной растительностью и одиночных каменистых глыб. Этот ксерофильный вид широко заселяет все горные и предгорные биотопы. |
|                                                | Степная агама                   | Trapelus sanguinolentus (Pallas, 1814)                                                   | Встречается в Дагестане, Чечне и Ставропольском крае. |
|                                                | Круглоголовка-вертихвостка      | Phrynocephalus guttatus (Gmelin, 1789)                                                   | Распространена в Дагестане, Калмыкии, Ставропольском крае, Астраханской и Волгоградской областях. |
|                                                | Такырная круглоголовка          | Phrynocephalus helioscopus (Pallas, 1771)                                                | Распространена на востоке Астраханской и Волгоградской областей. |
|                                                | Ушастая круглоголовка           | Phrynocephalus mystaceus (Pallas, 1776)                                                  | Распространена в предгорном Дагестане, на востоке Чечни, в Калмыкии, на юге Астраханской области. |
|                                                | Пёстрая круглоголовка           | Phrynocephalus versicolor Strauch, 1876                                                  | Встречается на юге Тувы. |
| Семейство Веретенициевые (Anguidae)            |                                 |                                                                                          | |
|                                                | Веретеница ломкая, или медяница | Anguis fragilis Linnaeus, 1758                                                           | В европейской части страны (лесная зона до Полярного круга на севере и до левобережья реки Тобол на востоке, в лесах Северного Кавказа). |
|                                                | Желтопузик, или глухарь         | Pseudopus apodus (Pallas, 1775)                                                          | Встречается на черноморском побережье Краснодарского края, в предгорном Дагестане, на юге Калмыкии, на севере и востоке Чечни, на юго-востоке Ставропольского края, в Крыму. |
| Семейство Сцинковые (Scincidae)                |                                 |                                                                                          | |
|                                                | Длинноногий сцинк               | Eumeces schneideri (Daudin 1802)                                                         | В России встречается на юго-востоке Дагестана. |
|                                                | Дальневосточный сцинк           | Plestiodon latiscutatus (Hallowell, 1860)                                                | На территории России встречается на южной оконечности гряды Курильских островов — на острове Кунашир. |

- Семейство Настоящие ящерицы (Lacertidae)
  - Род Скальные ящерицы или Даревскии (Darevskia)
    - Вид Альпийская ящерица (Darevskia alpina); распространена в горах Северного Кавказа до реки Баксан на востоке 
    - Вид Скальная ящерица Браунера (Darevskia brauneri); распространена в западной части Большого Кавказского хребта
    - Вид Кавказская ящерица (Darevskia caucasica); распространена на северных склонах Большого Кавказского хребта от ущелья Баксана на западе до Самурского хребта на востоке
    - Вид Дагестанская ящерица (Darevskia daghestanica); распространена в Дагестане и Чечне 
    - Вид Артвинская ящерица (Darevskia derjugini); распространена на юго-западе Краснодарского края 
    - Вид Луговая ящерица (Darevskia praticola); распространена на Северном Кавказе 
    - Вид Грузинская ящерица (Darevskia rudis); распространена в Ингушетии, Чечне, северном Дагестане 
    - Вид Скальная ящерица (Darevskia saxicola); распространена на Северном Кавказе

- - Род Ящурки (Eremias)
    - Вид Монгольская ящурка (Eremias argus)
      - Подвид Ящурка Барбура (Eremias argus barbouri); распространена в южной Бурятии и на крайнем юго-западе Читинской области

    - Вид Разноцветная ящурка (Eremias arguta); распространена в степной зоне европейской части страны
    - Вид Глазчатая ящурка (Eremias multiocellata); встречается в Туве
    - Вид Гобийская ящурка, или Ящурка Пржевальского (Eremias przewalskii)
      - Подвид Тувинская ящурка (Eremias przewalskii tuvensis); встречается в Туве

    - Вид Быстрая ящурка (Eremias velox); распространена в Восточном Предкавказье и Южном Поволжье

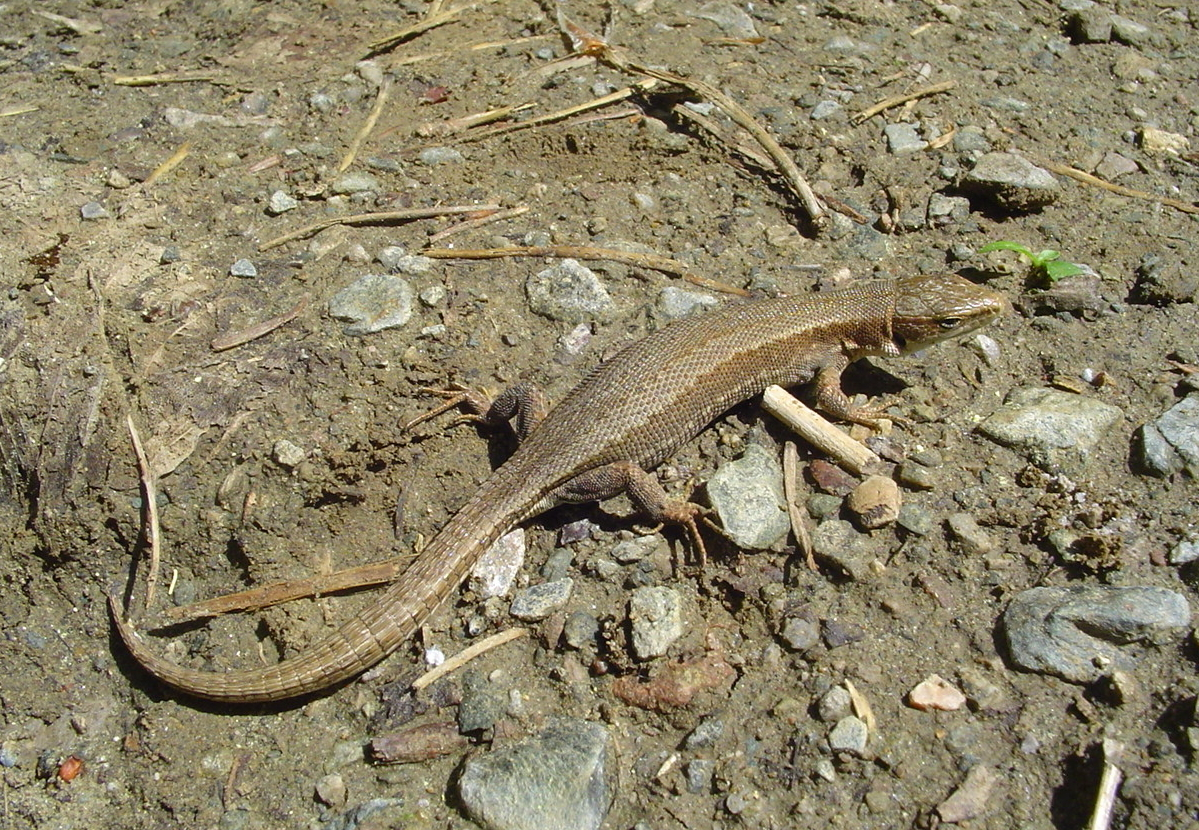
Луговая ящерица
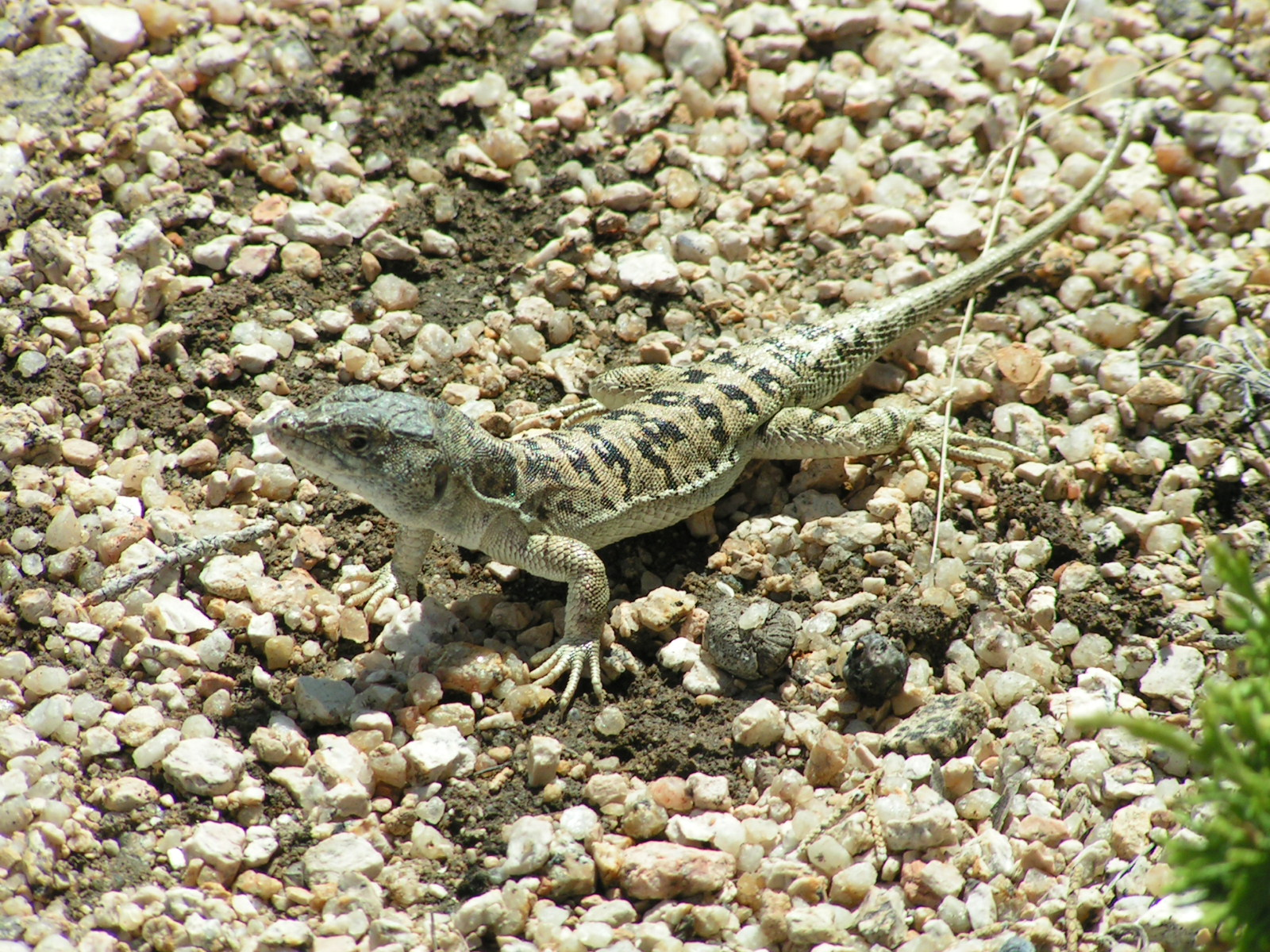
Разноцветная ящурка

- - Род Зелёные ящерицы (Lacerta)
    - Вид Прыткая ящерица (Lacerta agilis); широко распространена от западных границ до южного Забайкалья на востоке
    - Вид Средняя ящерица (Lacerta media); встречается на черноморском побережье Краснодарского края, в речных долинах внутреннего Дагестана 
    - Вид Полосатая ящерица (Lacerta strigata); распространена в восточной половине Северного Кавказа

- - Род Змееголовки (Ophisops)
    - Вид Стройная змееголовка (Ophisops elegans); встречается в предгорной Чечне

- - Род Долгохвостки (Tachydromus)
    - Вид Амурская долгохвостка (Tachydromus amurensis); распространена в Приморском и на юге Хабаровского края 
    - Вид Корейская долгохвостка (Tachydromus wolteri); встречается на юге Приморского края[32]

- - Род Лесные ящерицы, или Зоотока (Zootoca)
    - Вид Живородящая ящерица (Zootoca vivipara); широко распространена в лесной зоне страны, кроме лесов Кавказа

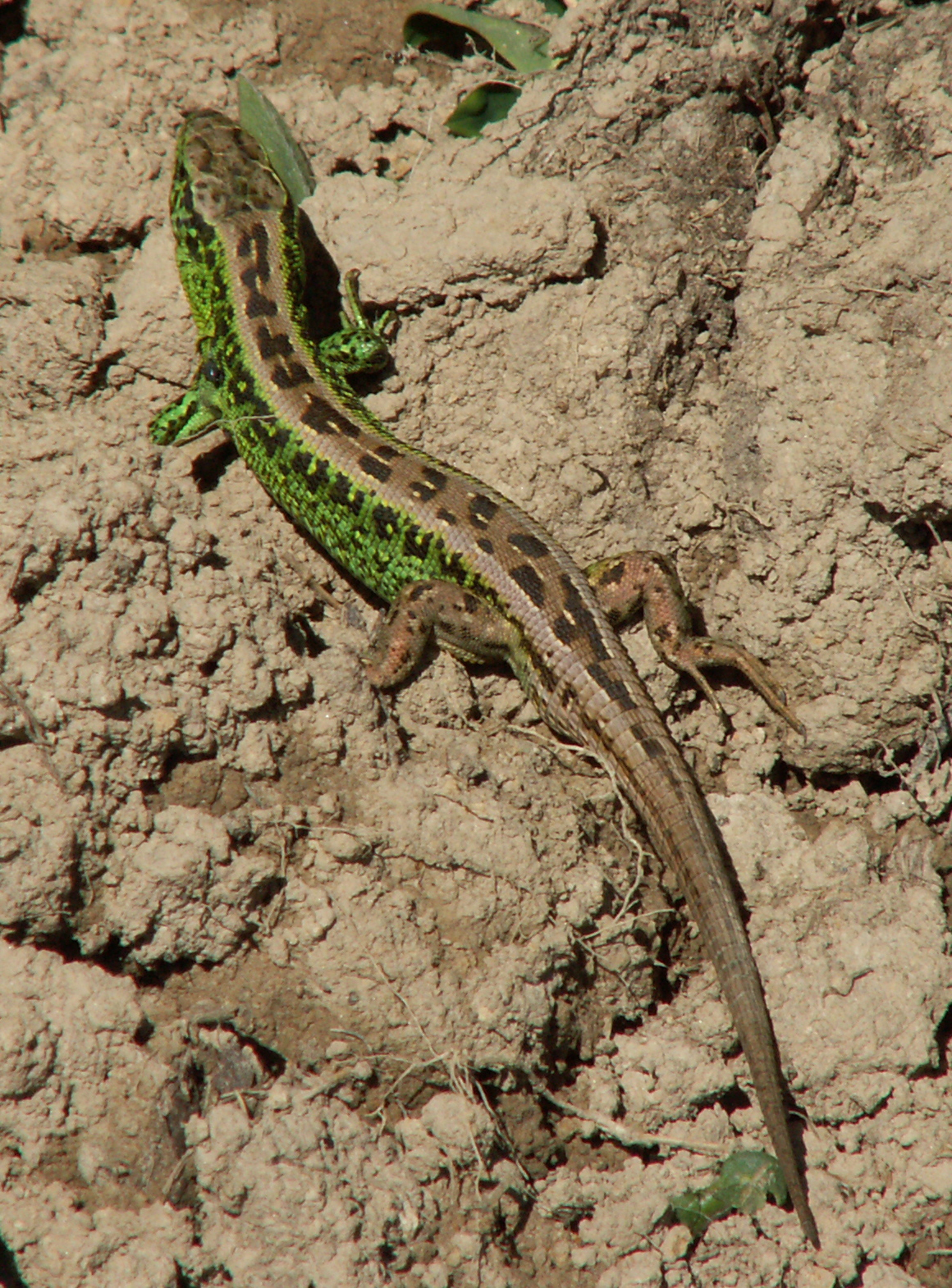
Прыткая ящерица
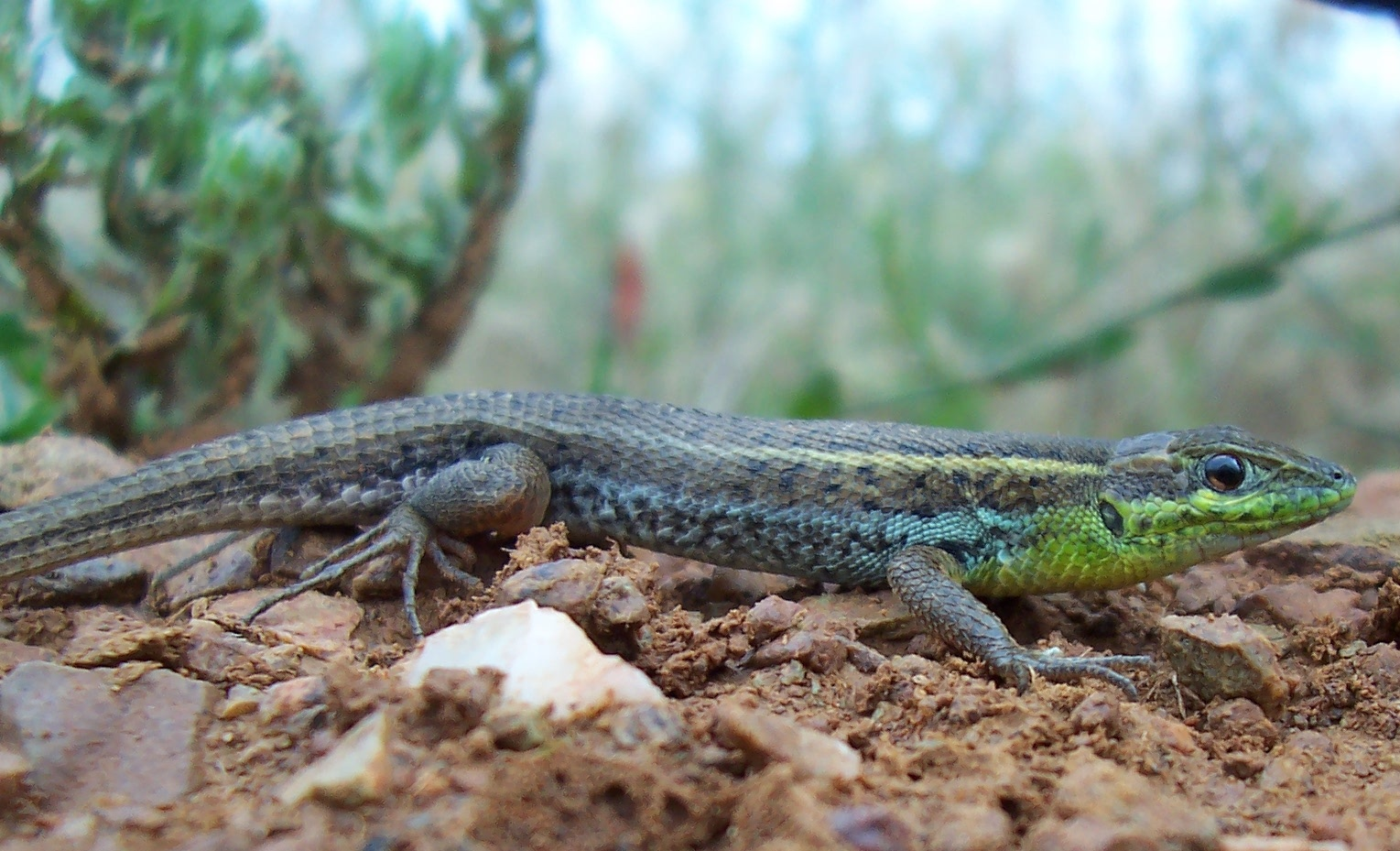
Стройная змееголовка
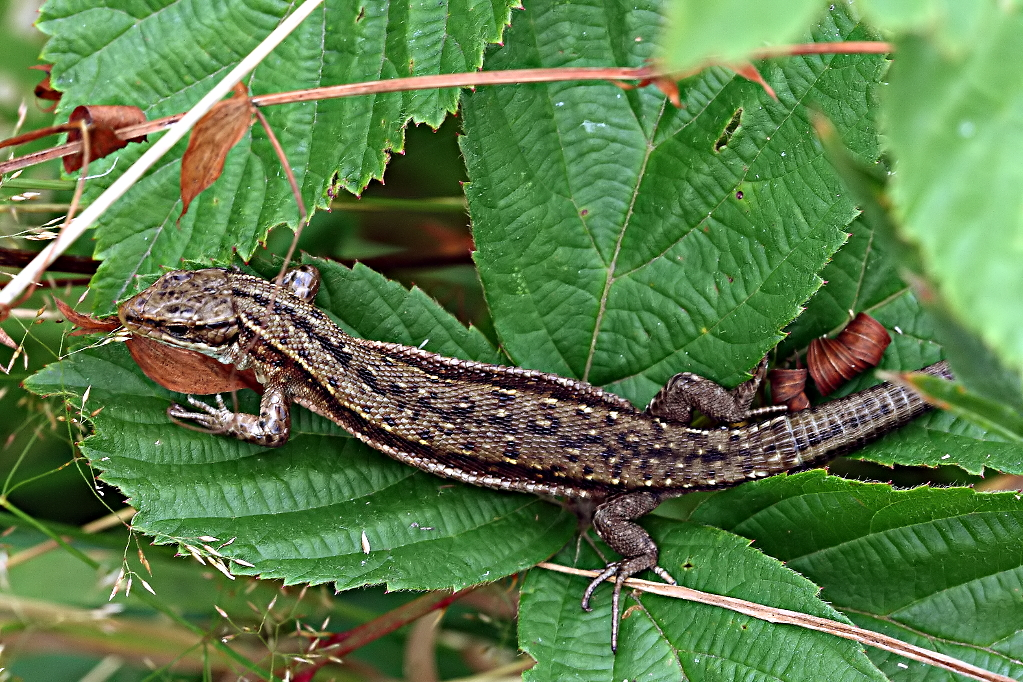
Живородящая ящерица

### Змеи(Serpentes)
- Семейство Слепозмейки, или Слепуны (Typhlopidae)
  - Род Слепозмейки, или слепуны (Typhlops)
    - Вид Червеобразная слепозмейка (Typhlops vermicularis); распространена на востоке Северного Кавказа
- Семейство Ложноногие, или удавы (Boidae)
  - Род Удавчики (Eryx)
    - Вид Западный удавчик (Eryx jaculus); встречается на Северном Кавказе 
    - Вид Песчаный удавчик (Eryx miliaris); встречается в восточной части Северного Предкавказья и в Южном Поволжье

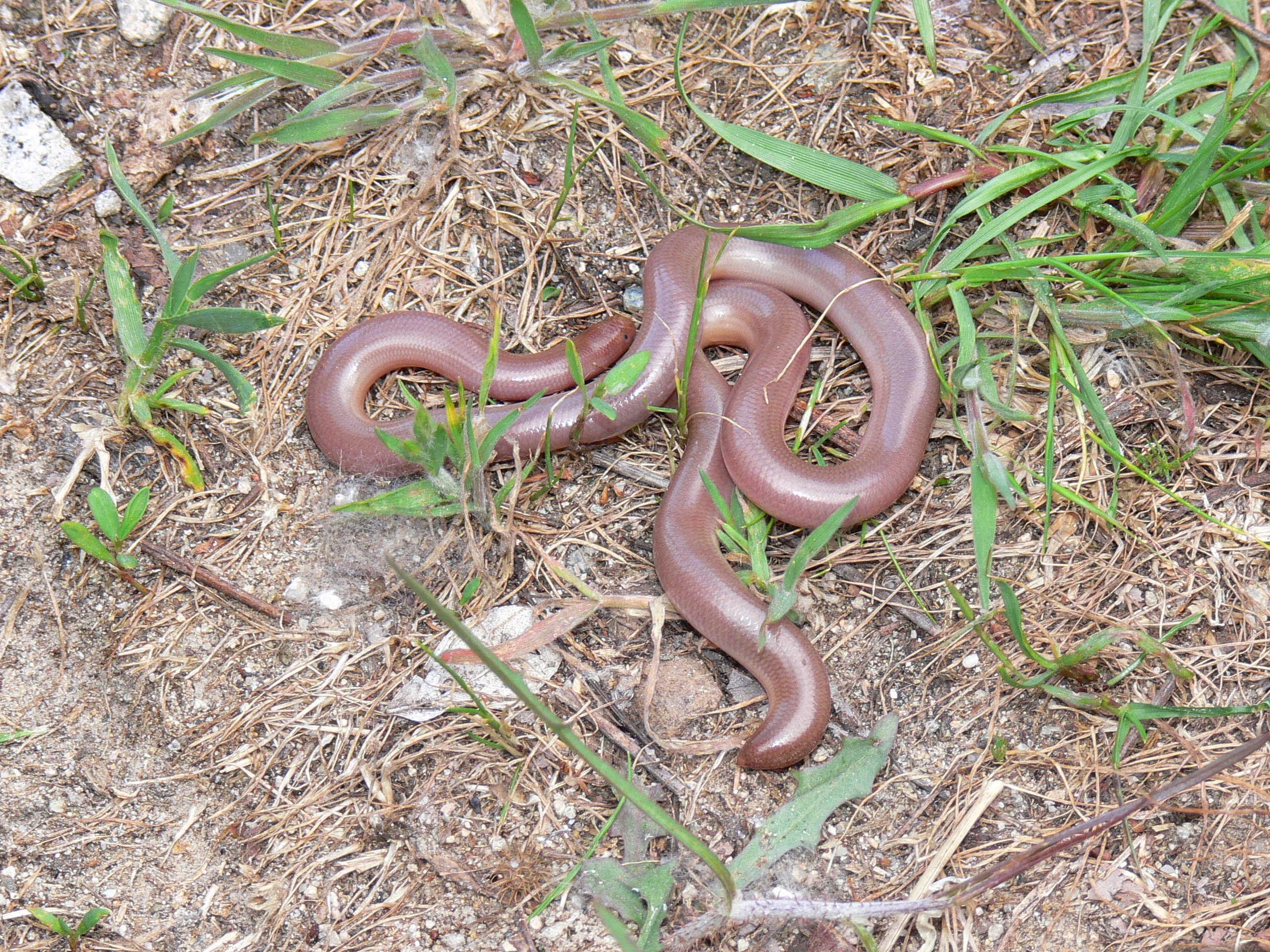
Червеобразная слепозмейка
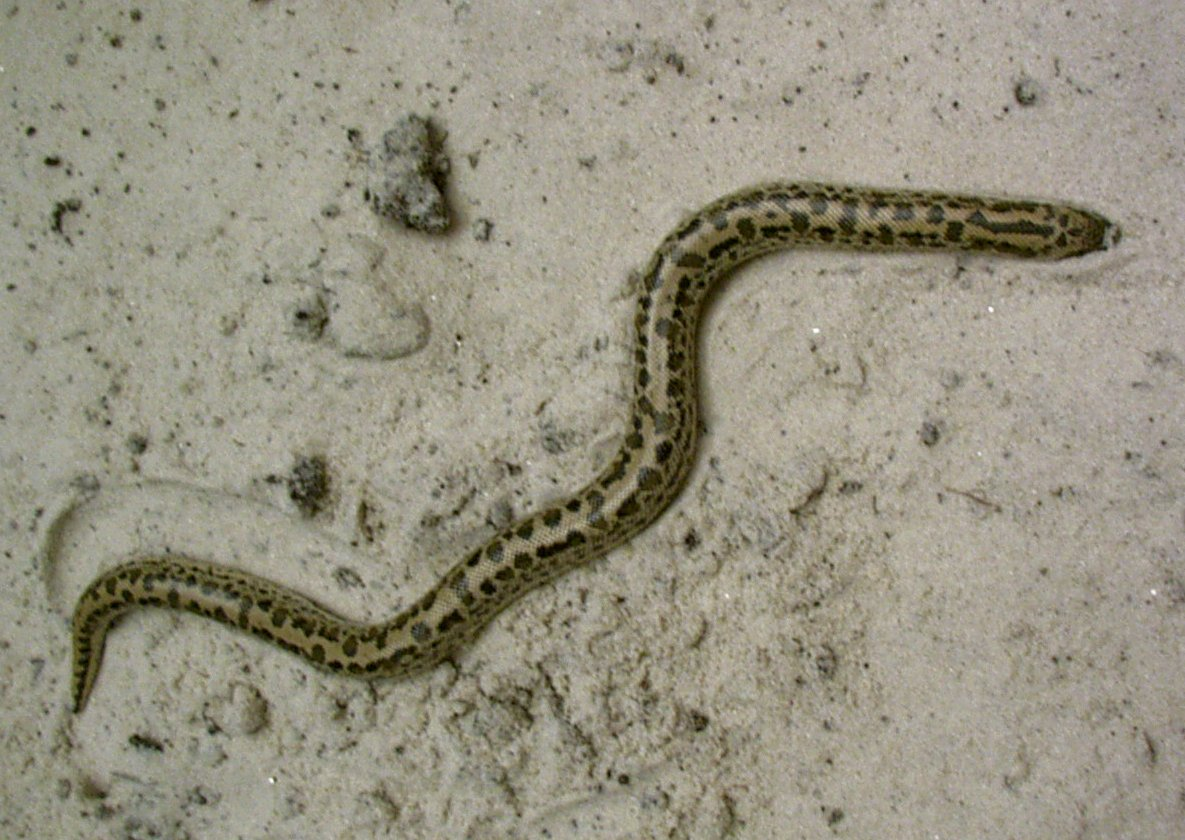
Западный удавчик

- Семейство Ужеобразные (Colubridae)
  - Род Лесные ужи (Amphiesta)
    - Вид Японский уж (Amphiesta vibakari); встречается на юге Приморского края, а также в бассейне Амура 

  - Род Стройные полозы (Coluber)
    - Вид Оливковый полоз (Coluber najadum); встречается на Северном Кавказе
    - Вид Разноцветный полоз (Coluber ravergieri); встречается на Северном Кавказе
    - Вид Полосатый полоз (Coluber spinalis; син. Hierophis spinalis); встречается на юге Приморского края

  - Род Медянки (Coronella)
    - Вид Обыкновенная медянка (Coronella austriaca); обитает в южной половине европейской части страны

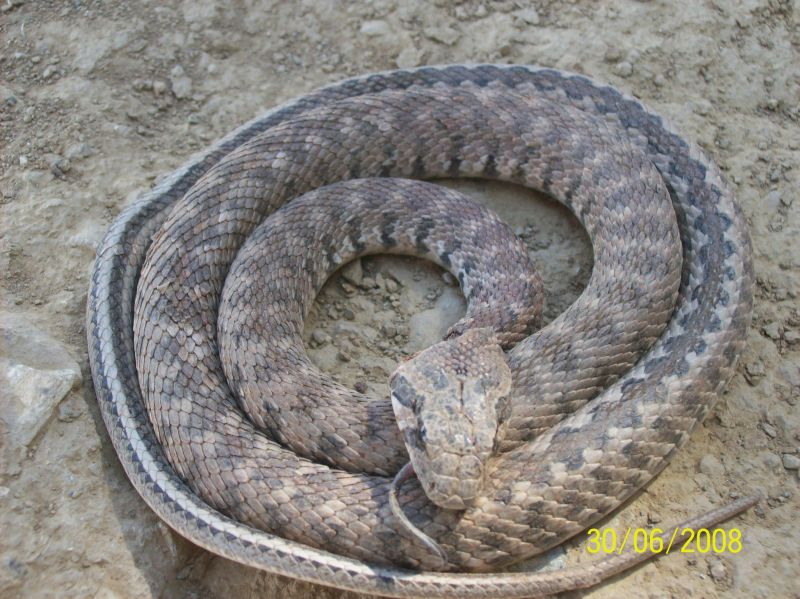
Разноцветный полоз
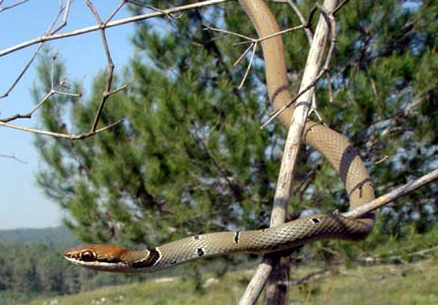
Оливковый полоз
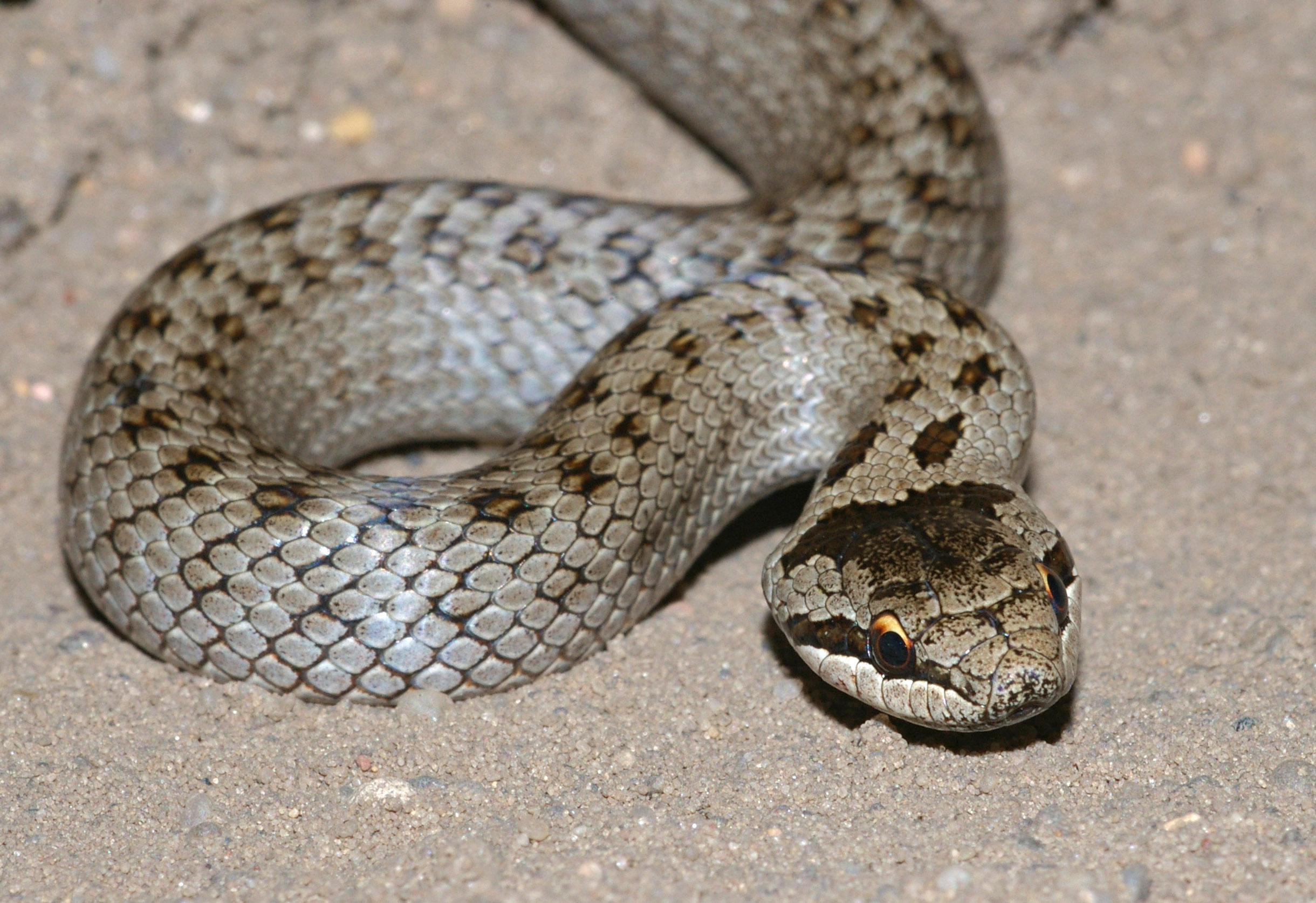
Обыкновенная медянка

- - Род Динодоны (Dinodon)
    - Вид Восточный динодон (Dinodon orientale); обитает на острове Шикотан 
    - Вид Краснопоясный динодон (Dinodon rufozonatum); обитает на юге Приморского края 

  - Род Эйренис (Eirenis)
    - Вид Ошейниковый эйренис (Eirenis collarus); встречается в Дагестане 
    - Вид Смирный эйренис (Eirenis modestus); встречается в горном Дагестане 

  - Род Лазающие полозы (Elaphe)
    - Вид Островной полоз (Elaphe climacophora); встречается на острове Кунашир
    - Вид Узорчатый полоз (Elaphe dione); обычен на юге европейской части страны, а также в Приангарье, Забайкалье, на юге Дальнего Востока
    - Вид Закавказский полоз (Elaphe hohenackeri); встречается в Северной Осетии, Ингушетии, Чечне, Дагестане
    - Вид Японский полоз (Elaphe japonica; син. Elaphe conspicillata, Euprepiophis conspicillata); встречается на острове Кунашир
    - Вид Эскулапов полоз (Elaphe longissima; син. Zamenis longissimus); встрезается в западной части Северного Кавказа
    - Вид Малочешуйчатый полоз (Elaphe quardivirgata); встречается на острове Кунашир 
    - Вид Палласов полоз (Elaphe sauromates; син. подвид Четырёхполосого полоза Elaphe quatuorlineata sauromates ); встречается на Северном Кавказе (кроме юго-западной части), в Ростовской и Астраханской областях
    - Вид Амурский полоз (Elaphe scherenckii); встречается в Приморском и Хабаровском краях, до Комсомольска-на-Амуре на севере
    - Вид Тонкохвостый полоз (Elaphe taeniura); единичная находка на юге Приморского края

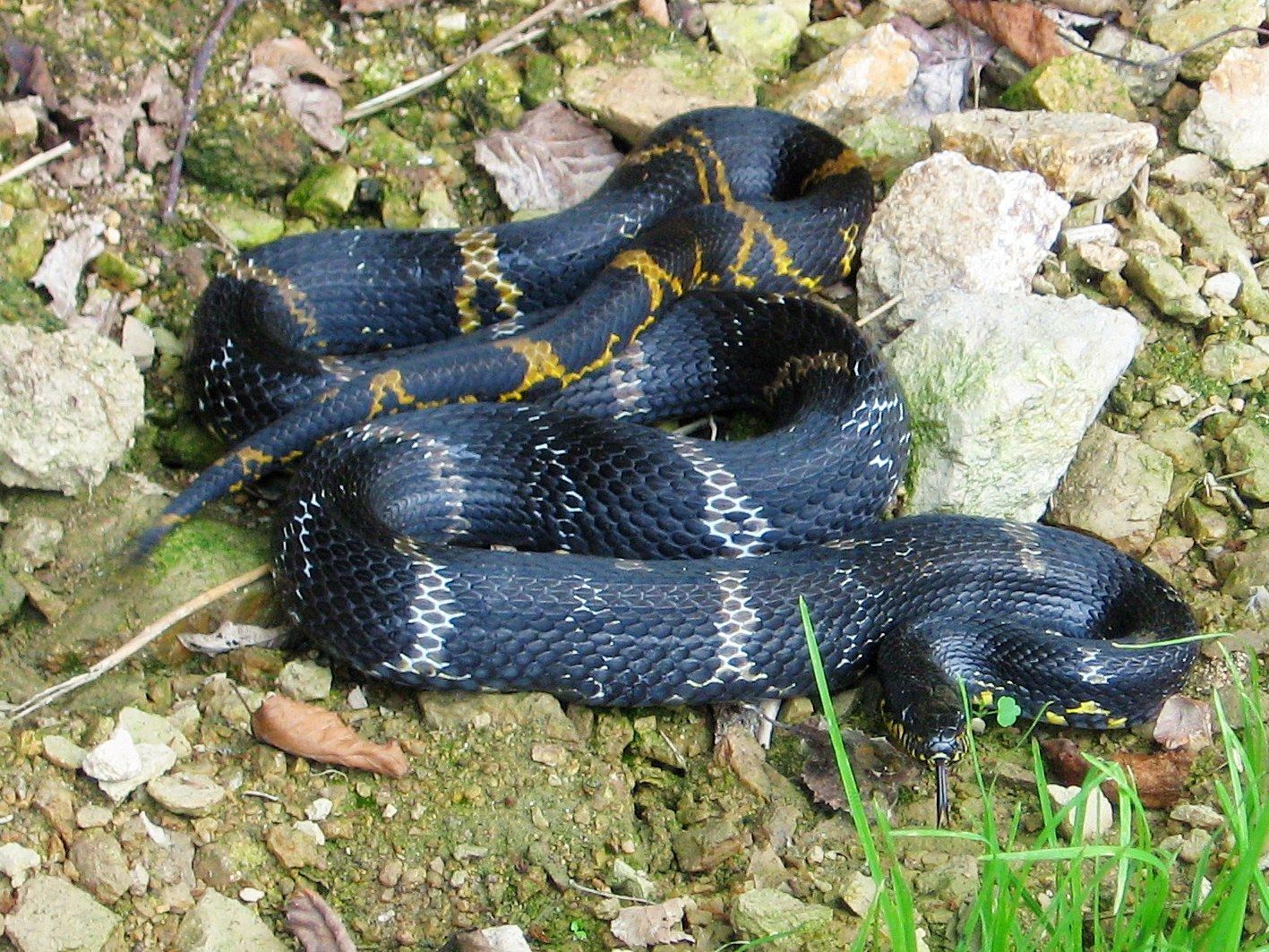
Амурский полоз
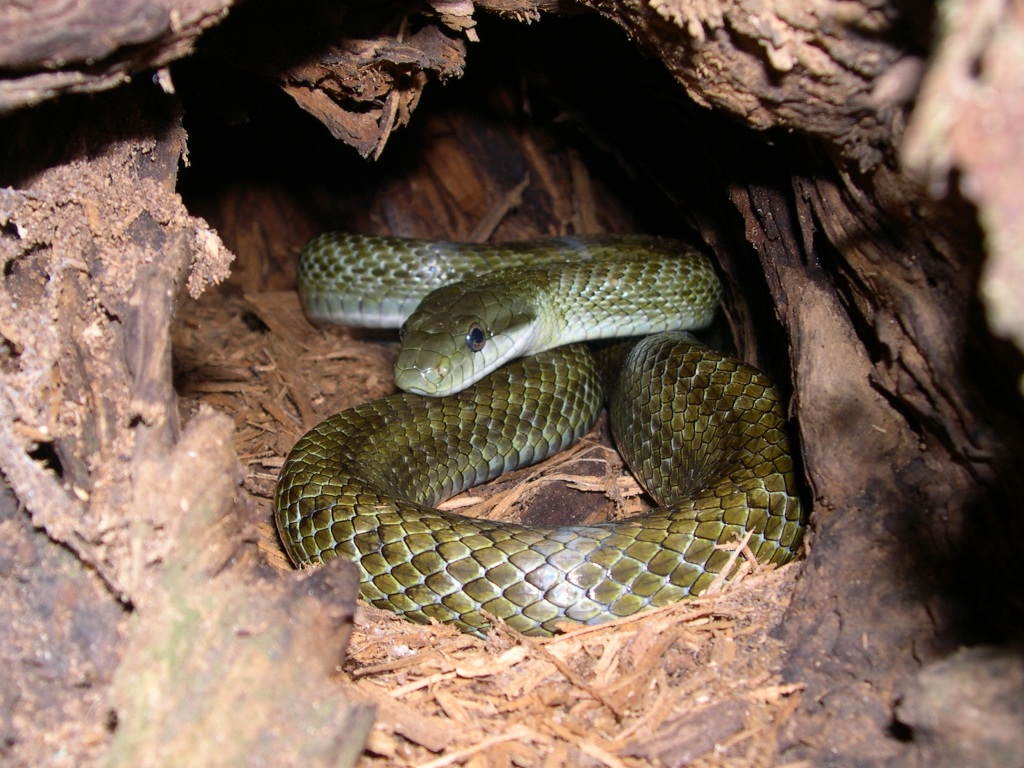
Островной полоз
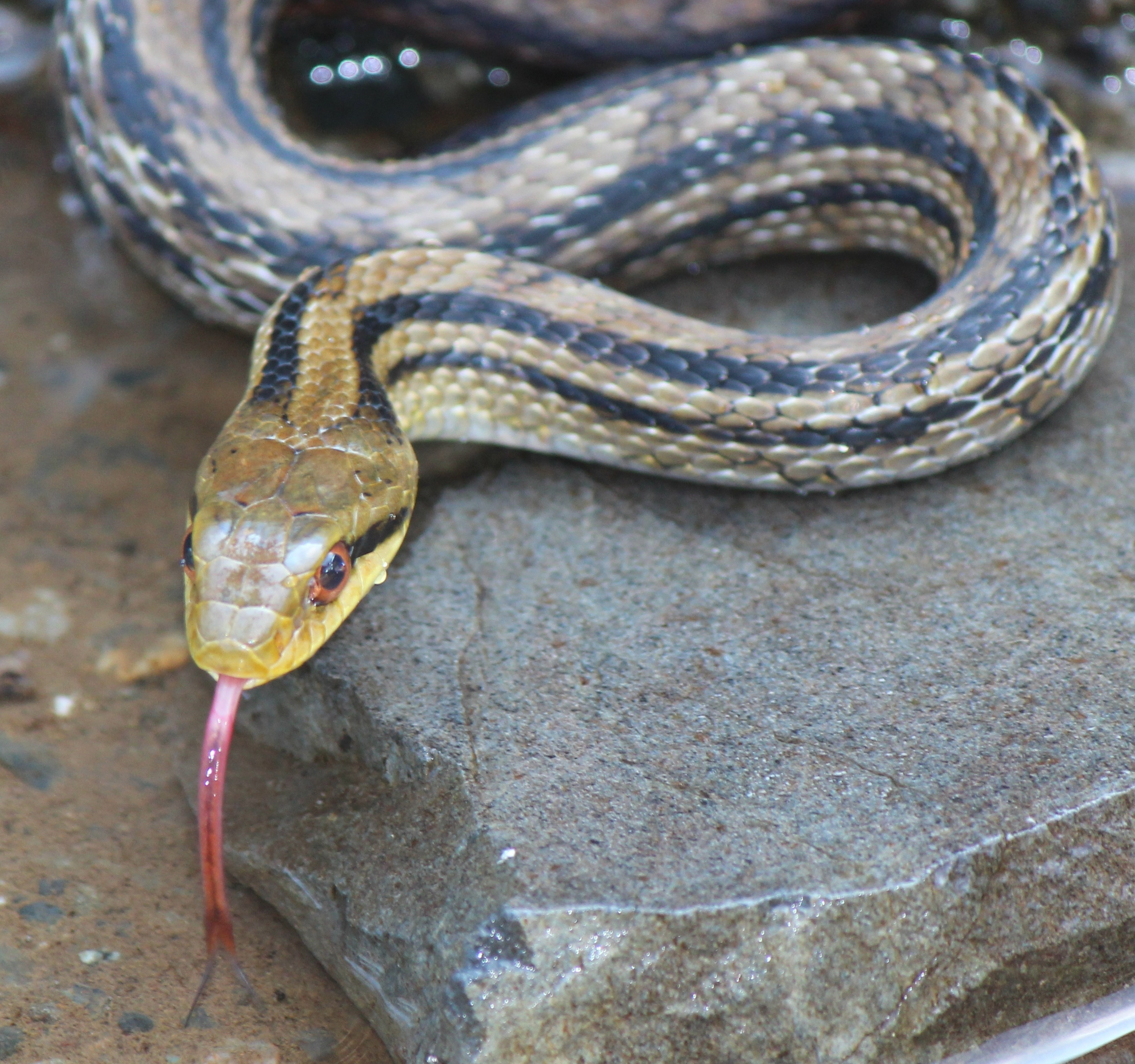
Малочешуйчатый полоз
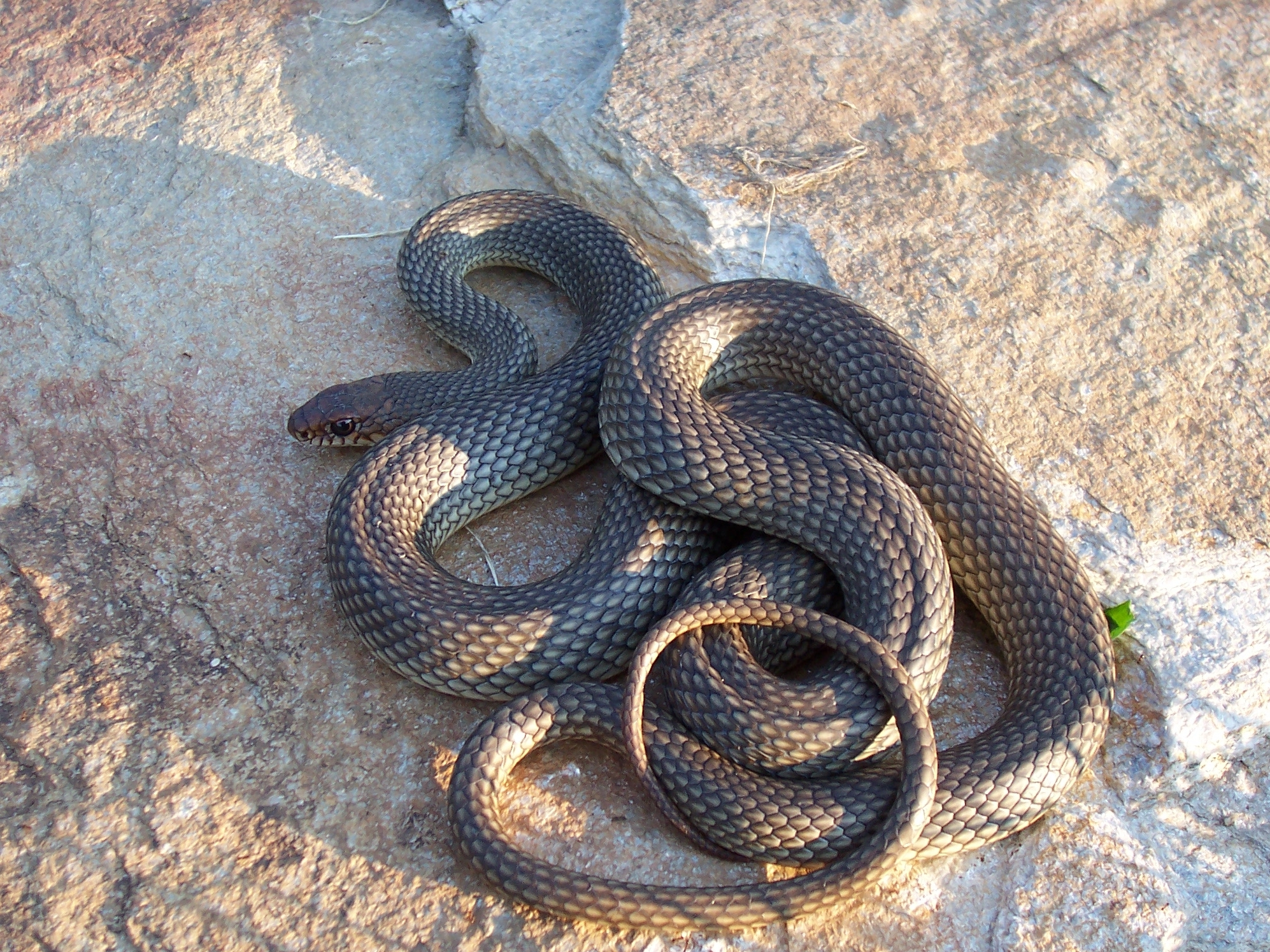
Желтобрюхий, или каспийский полоз

- - Род Гиерофисы (Hierophis; иногда включается в род Coluber)
    - Вид Желтобрюхий, или каспийский полоз (Hierophis caspius; син. Coluber caspius); обитает в южной части европейской части страны
    - Вид Краснобрюхий полоз (Hierophis schmidti; син. Coluber schmidti); встречается на юге Дагестана

  - Род Живородящие полозы (Ookatochus) (иногда включается в род Elaphe)
    - Вид Красноспинный полоз (Ookatochus rufodorsata; син. Elaphe rufodorsata); встречается в Приморском и Хабаровском краях 

  - Род Ящеричные змеи (Malpolon)
    - Вид Ящеричная змея (Malpolon monspessulanus); встречается в Калмыкии и прилегающих районах Ставропольского края и Астраханской области 

  - Род Настоящие ужи (Natrix)
    - Вид Колхидский уж (Natrix megalocephala); встречается на юге Краснодарского края 
    - Вид Обыкновенный уж (Natrix natrix); обычен на территории от западной границы страны до Байкала
    - Вид Водяной уж (Natrix tesellata); обычен в южной половине европейской части страны

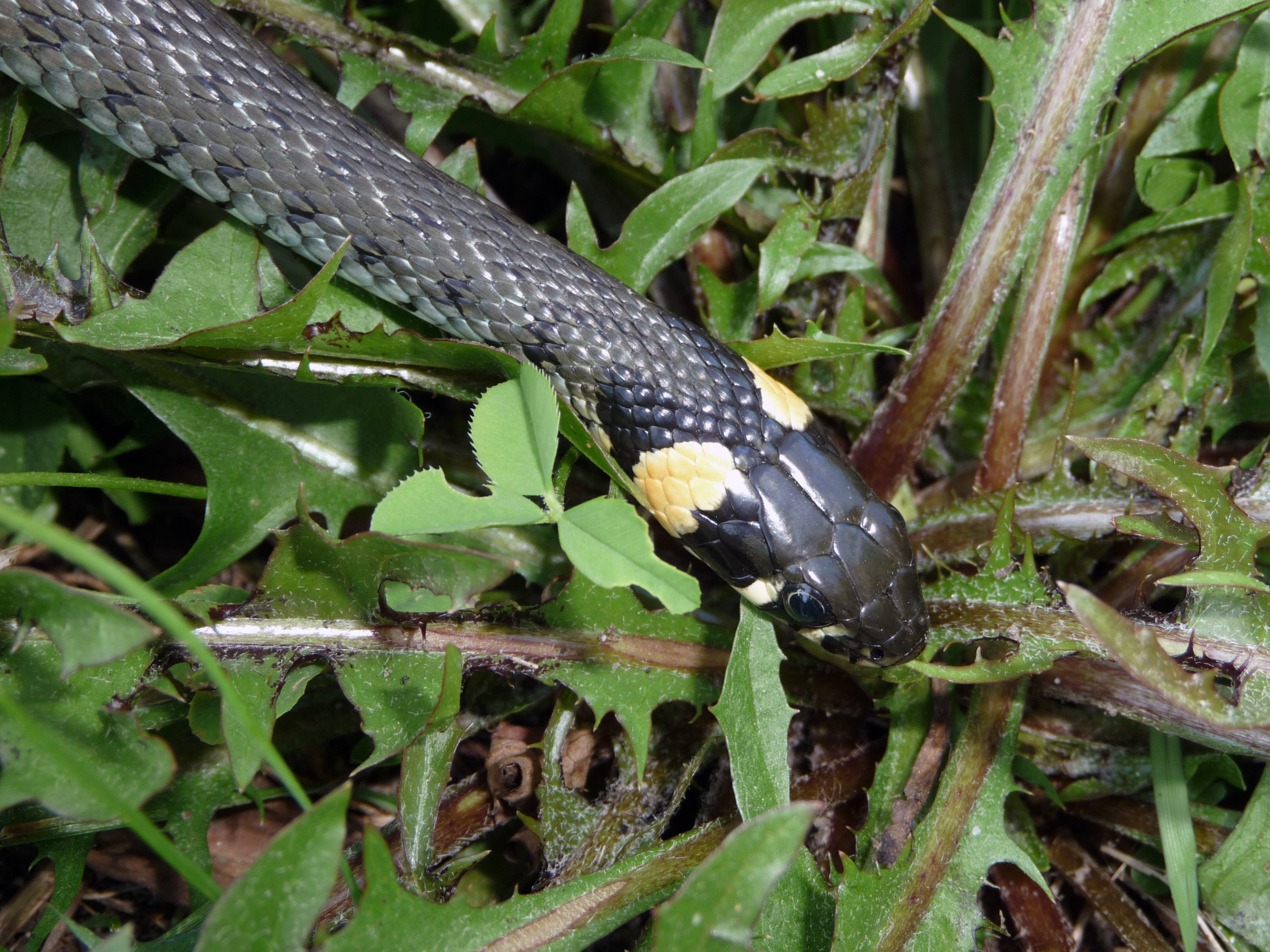
Обыкновенный уж
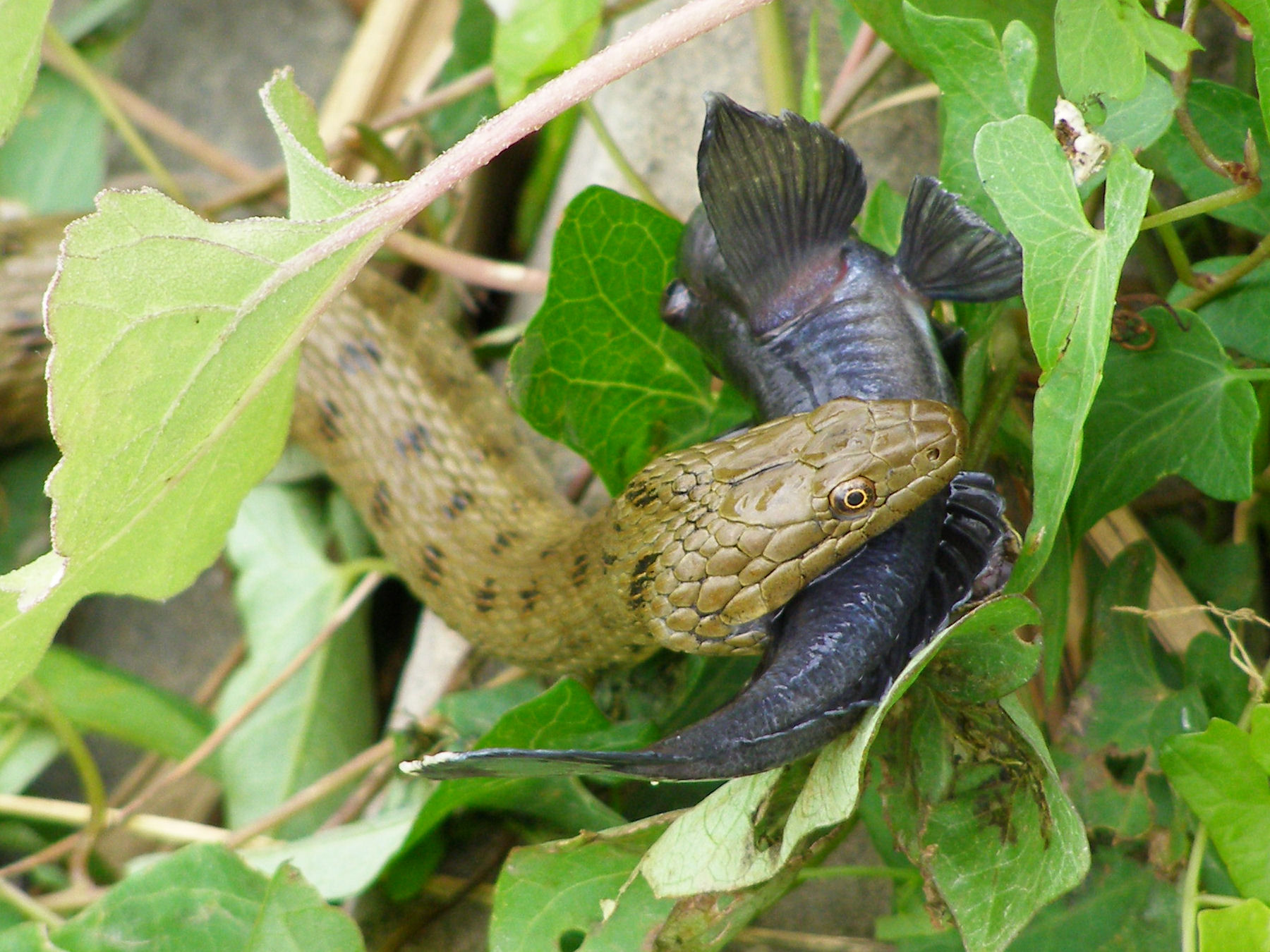
Водяной уж

- - Род Длиннозубые ужи (Rhabdophis)
    - Вид Тигровый уж (Rhabdophis tigrina); встречается в Приморском и Хабаровском краях 

  - Род Кошачьи змеи (Telescopus)
    - Вид Кошачья, или кавказская кошачья, змея (Telescopus fallax); встречается в Дагестане

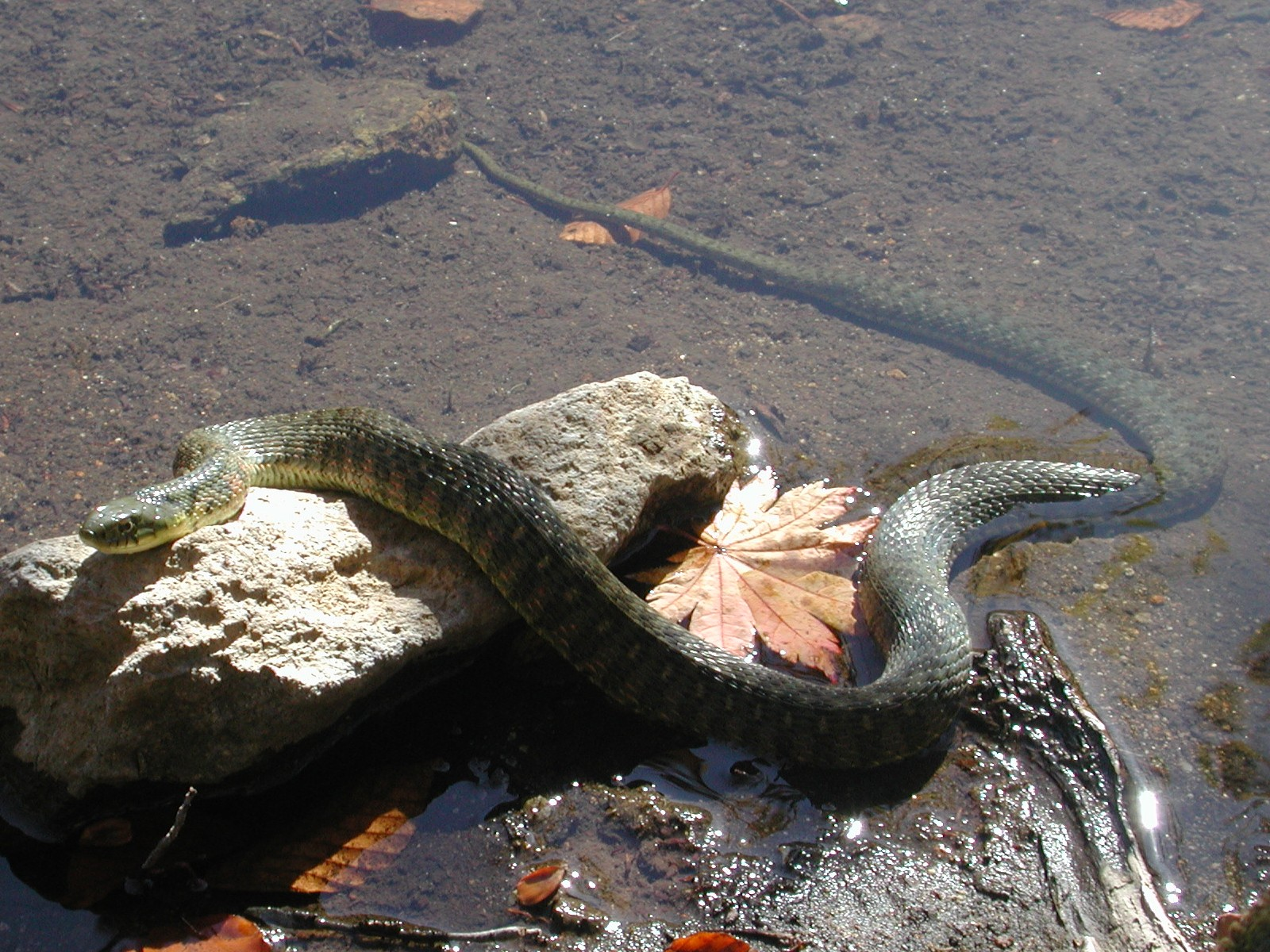
Тигровый уж
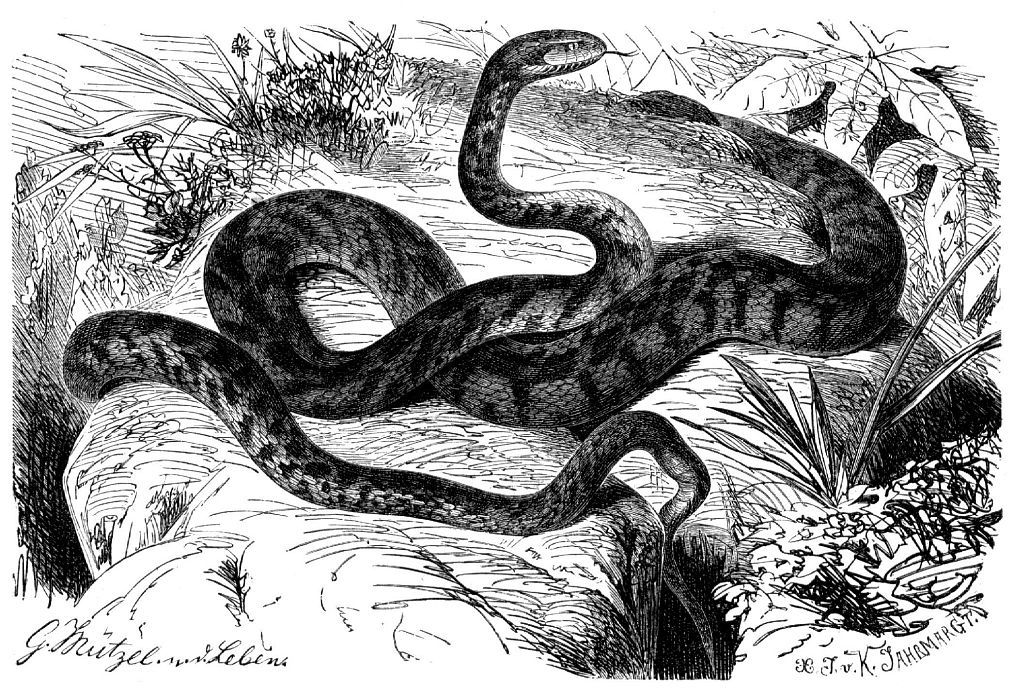
Кавказская кошачья змея

- Семейство Аспидовые змеи (Elapidae)
  - Род Пеламиды (Pelamis) (иногда относят к семейству Морские змеи Hydrophiidae)
    - Вид Двухцветная пеламида (Pelamis platurus); один обнаруженный мёртвый экземпляр на берегу залива Посьет 

  - Род Ложные морские крайты (Pseudolaticauda) (иногда относят к семейству Морские крайты Laticaudidae)
    - Вид Большой морской крайт (Pseudolaticauda semifasciata); один обнаруженный экземпляр на берегу залива Петра Великого

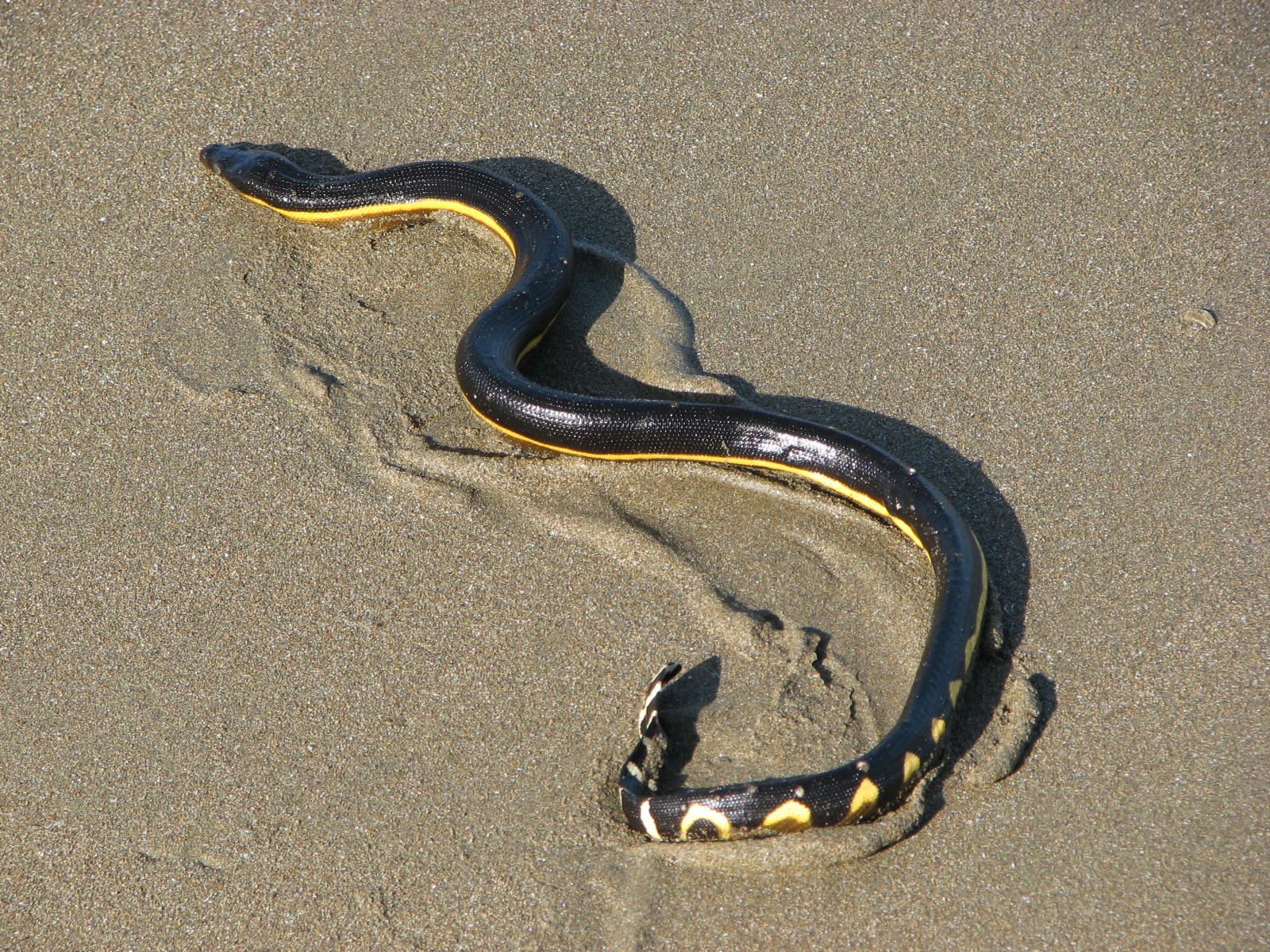
Двухцветная пеламида

- Семейство Гадюковые змеи, или гадюки (Viperidae)
  - Род Щитомордники (Gloydius)
    - Вид Обыкновенный, или щитомордник Палласа (Gloydius halys); встречается в Заволжье, на юге Сибири, в Забайкалье, в верховьях Амура
    - Вид Каменистый, или средний, щитомордник (Gloydius saxatilis; син. Gloydius intermedius); встречается в Приморском и Хабаровском краях
    - Вид Восточный щитомордник (Gloydius blomhoffii); встречается на острове Кунашир[33].
    - Вид Уссурийский щитомордник (Gloydius ussuriensis); встречается на Дальнем Востоке от Шилки и Аргуни на западе до побережья Японского моря на востоке

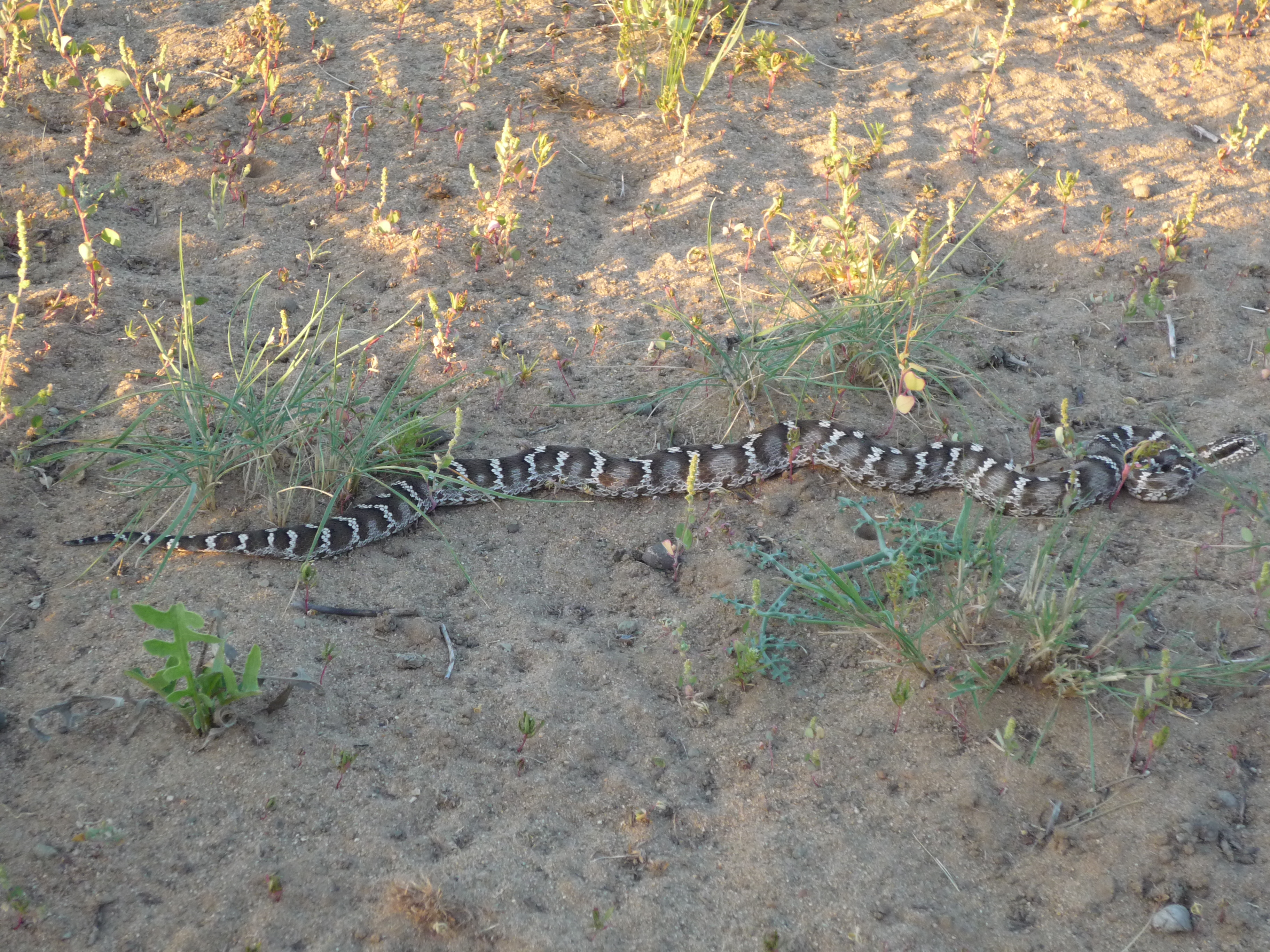
Обыкновенный, или щитомордник Палласа
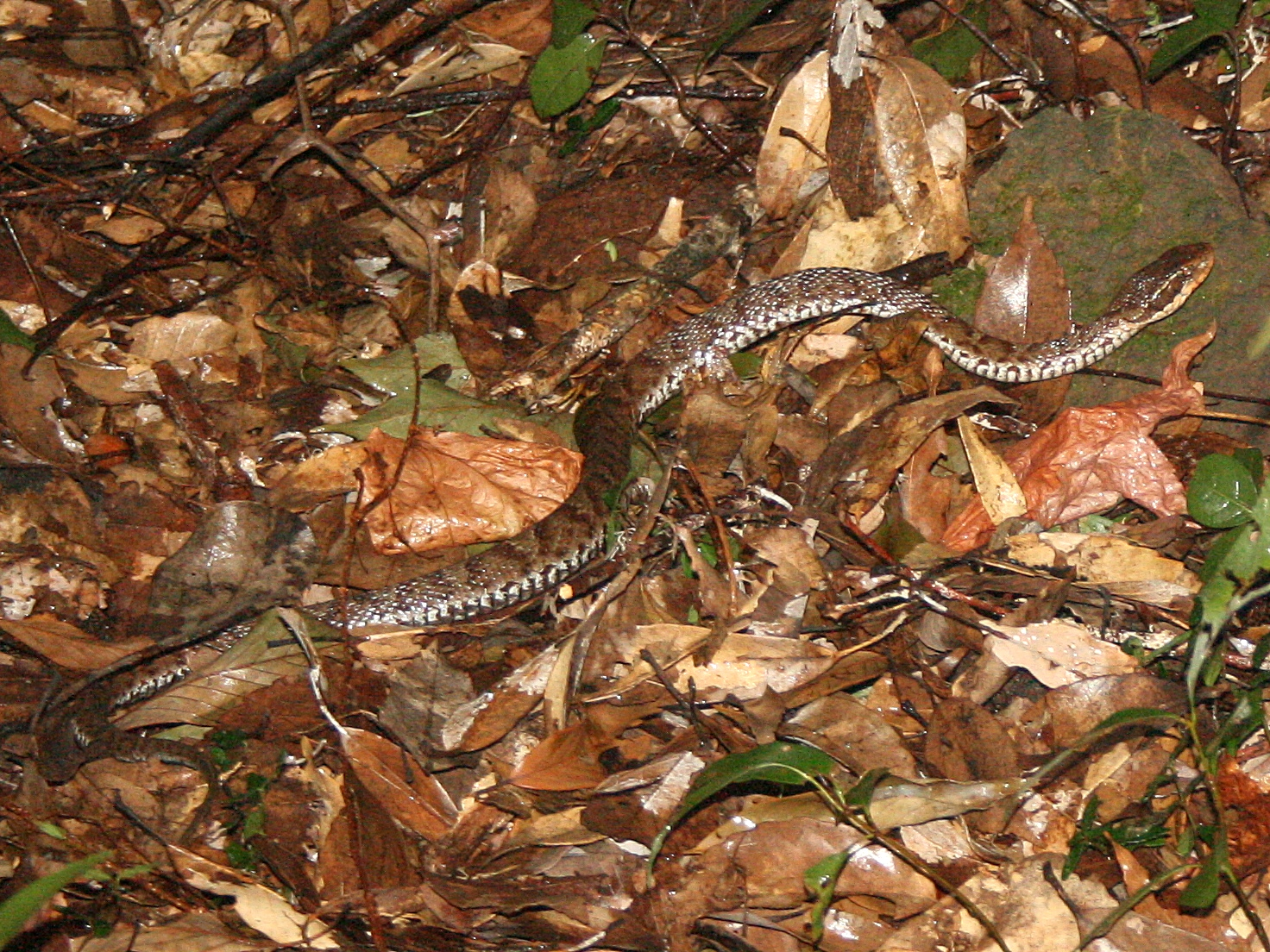
Уссурийский щитомордник

- - Род Гадюки, или настоящие гадюки (Vipera)
    - Вид Обыкновенная гадюка (Vipera (Pelias) berus); обычна в северной части европейской части страны, в Сибири (в районах без вечной мерзлоты), в западном Забайкалье
    - Вид Гадюка Динника (Vipera (Pelias) dinniki); встречается в горах западной и центральной частей Северного Кавказа
    - Вид Кавказская гадюка (Гадюка Казнакова) (Vipera (Pelias) kaznakovi); встречается в горах западной части Северного Кавказа
    - Вид Гадюка Лотиева (Vipera lotievi); обитает в горах центральной части Северного Кавказа
    - Вид Реликтовая, или великолепная, гадюка (Vipera (Pelias) magnifica); встречается в горах Адыгеи и Краснодарского края 
    - Вид Гадюка Никольского, или лесостепная гадюка (Vipera (Pelias) nikolskii); лесостепная зона европейской части страны
    - Вид Гадюка Орлова (Vipera (Pelias) orlovi); горы западной части Северного Кавказа 
    - Вид Восточная степная гадюка (Vipera (Pelias) renardi); обитает в степной, лесостепной и полпустынной зонах от западной границы страны до Алтая
    - Вид Сахалинская гадюка (Vipera sachalinensis); распространена на Сахалине, Шантарских островах, в Приморском и Хабаровском краях

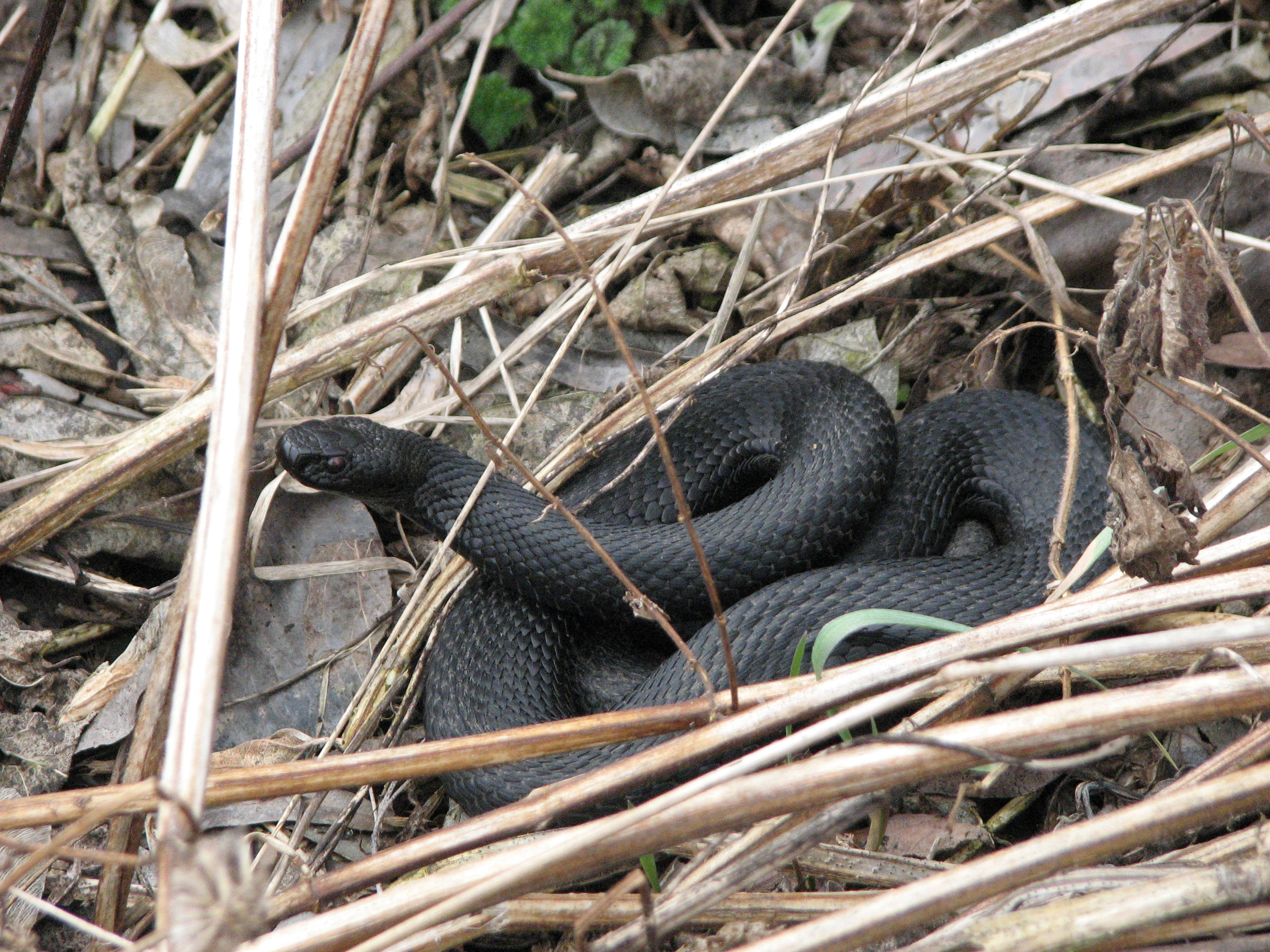
Гадюка Никольского, или лесостепная гадюка
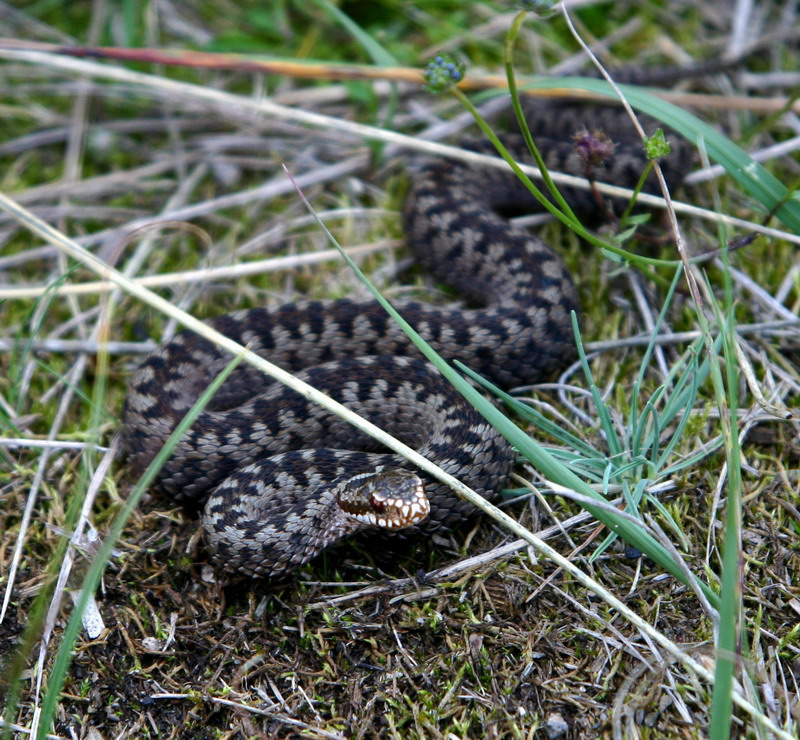
Обыкновенная гадюка
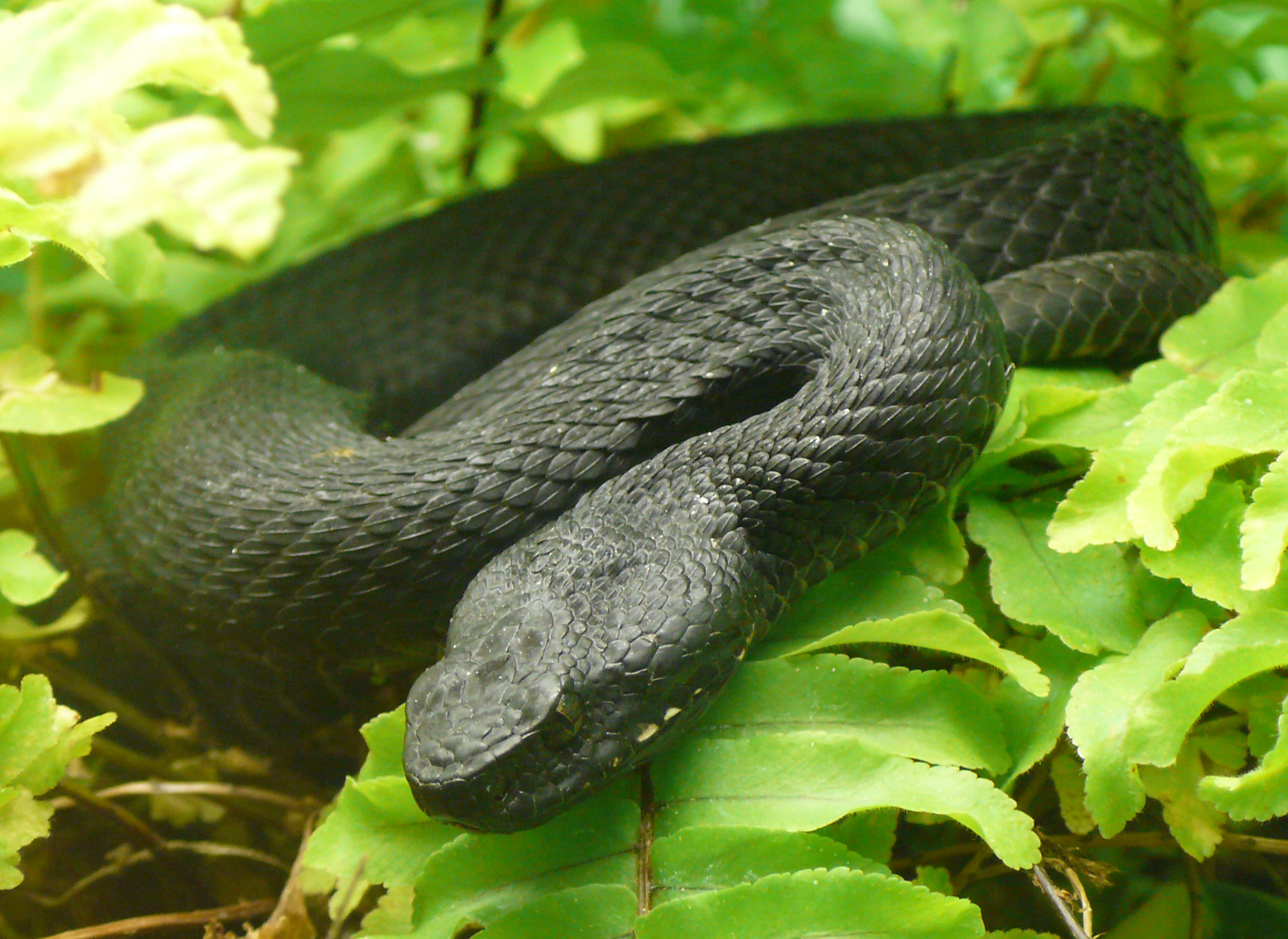
Кавказская гадюка (Гадюка Казнакова)
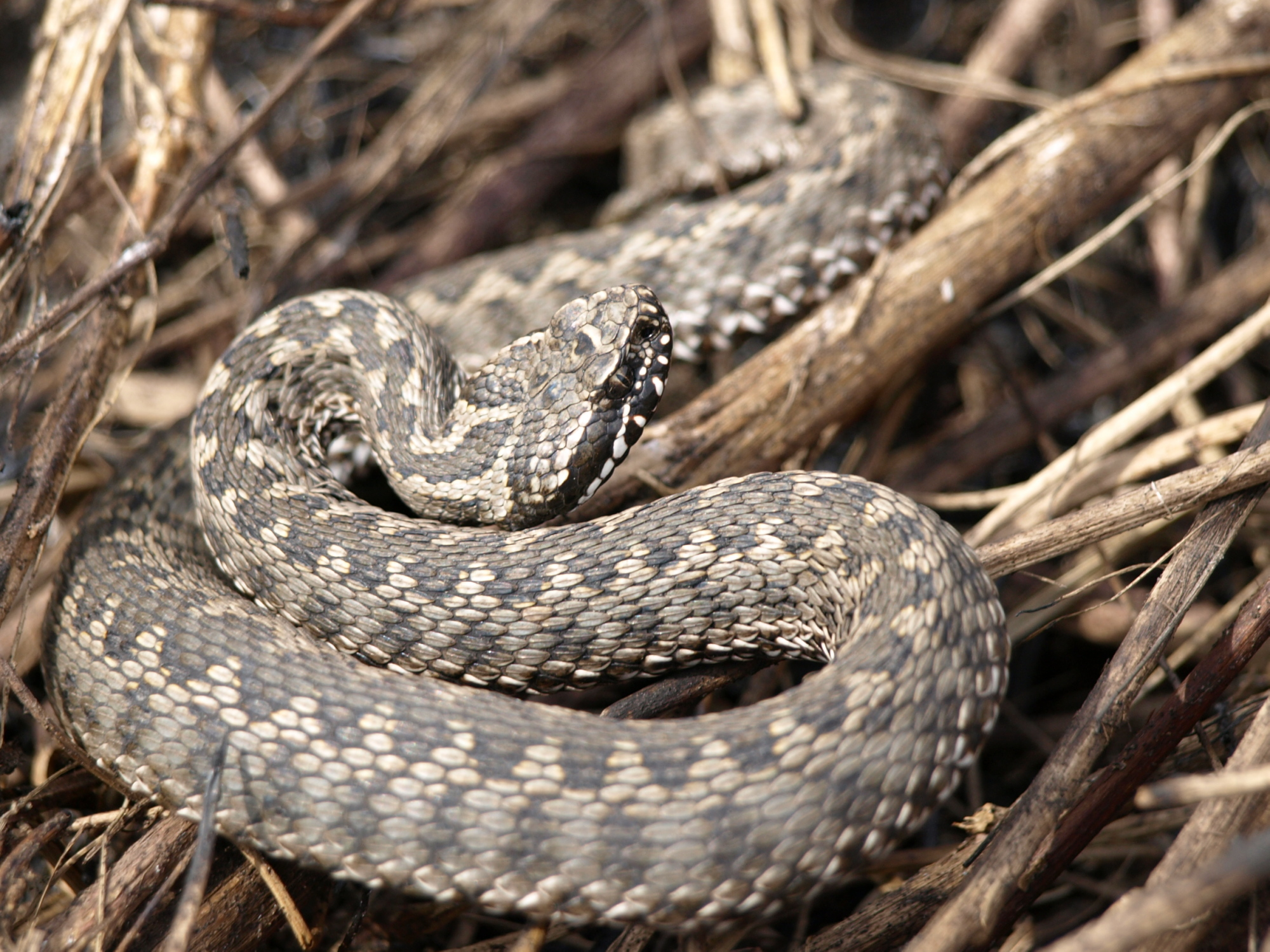
Восточная степная гадюка

- - Род Гигантские гадюки (Macrovipera, иногда включается в род Vipera)
    - Вид Гюрза, или ливанская гадюка (Macrovipera lebetina; син. Vipera lebetina); встречается в Дагестане

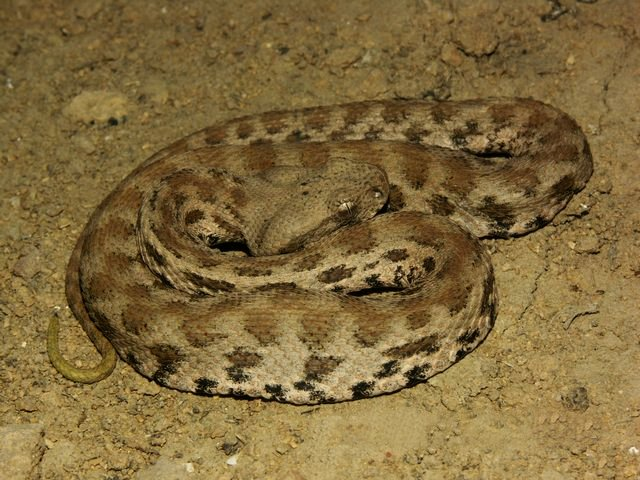
Гюрза, или ливанская гадюка

## Комментарии
1. ↑  Бо́льшая часть Крымского полуострова  является объектом территориальных разногласий между Россией, контролирующей спорную территорию, и Украиной, в пределах признанных большинством государств — членов ООН границ которой спорная территория находится. Согласно федеративному устройству России, на спорной территории Крыма располагаются субъекты Российской Федерации — Республика Крым и город федерального значения Севастополь. Согласно административному делению Украины, на спорной территории Крыма располагаются регионы Украины — Автономная Республика Крым и город со специальным статусом Севастополь.